# Twitch
Twitch eller Twitch.tv är en webbplats för direktsänd videoströmning som fokuserar på datorspel. Detta inräknar även spel från konsoler, mobil, emulatorer samt brädspel. Förutom spel finns även en speciell IRL-kategori där medlemmar streamar allt från musik till vardagliga vloggar. Twitch har kommit att bli en samlingsplats för videogamers där användarna bland annat kan skapa sin egen kanal och lägga ut filmer på när de spelar och livekommenterar. Användarna kan även chatta med tittarna. Twitch erbjuder även sändningar från många e-sporttävlingar.
Twitch lanserades i juni 2011 av Justin Kan och Emmett Shear, personerna bakom Justin.tv.
Under augusti 2014 ryktades det om att Google hade köpt Twitch för 1 miljard dollar. Men den 25 augusti 2014 köptes Twitch upp av Amazon.com för 970 miljoner dollar. Vid tiden för köpet stod Twitch för 40 procent av all trafik av nätets direktsändningar av video.
Den 10 februari 2014 bytte Justin.tv och Twitch.tv namn till Twitch Interactive. Den 5 augusti 2014 stängdes Justin.tv ner eftersom företaget skulle fokusera mer på Twitch.

## Historia
När Justin.tv lanserades 2007 av Justin Kan och Emmett Shear var hemsidan uppdelad i flera innehållskategorier. Spelkategorin växte särskilt snabbt och blev den mest populära delen på webbplatsen. Företaget beslutade sig därefter att bryta ut spelinnehållet som en separat sajt: Twitch.TV. Twitch lanserades officiellt som offentlig beta den 6 juni 2011. Sedan dess har Twitch lockat mer än 35 miljoner unika besökare per månad. Twitch har cirka 80 anställda (2013) och har sitt huvudkontor i San Francisco, USA.
Twitch har blivit den mest populära e-sportströmmingtjänsten med stor marginal, speciellt efter stängningen av konkurrenten Own3d.tv i början av 2013. Konkurrerande videotjänster, som YouTube och Dailymotion, började ökade i framträdande av deras spelinnehåll för att tävla, men har haft en mycket mindre effekt än så länge. I mitten av 2013 fanns det över 43 miljoner tittare på Twitch per månad, med den genomsnittliga tittaren som tittar en och en halv timme om dagen. Från och med februari 2014 är Twitch den fjärde största källan till internettrafik under rusningstiden i USA, efter Netflix, Google och Apple. Twitch utgör 1,8% av den totala amerikanska internettrafiken under rusningstiden. Sändningarna på Twitch hade år 2014 100 miljoner tittare i månaden, som i snitt tillbringade två timmar om dagen att titta på sändningarna. Samma år gick Twitch om MTV och CNN i antalet tittare.
Efter att Amazon köpt Twitch valde Youtube att skapa en konkurrent till Twitch, kallad Youtube Gaming.

## Partnerskap
I juli 2011 lanserade Twitch sitt partnerskapsprogram, snarlikt partnerskapsprogrammet hos andra videosajter som YouTube. Idag har Twitch mer än 4 000 medlemmar i partnerskapsprogrammet, som tillåts ta del av annonsintäkter som genereras från deras direktsändningar. 
Reklam på webbplatsen har hanterats av ett antal partnerskap. Under 2011 hade Twitch ett exklusivt avtal med Future USA. Den 17 april 2012 meddelade Twitch att de gett CBS Interactive rätten att exklusivt sälja reklam, kampanjer och sponsring för alla direktsändare. Den 5 juni 2013 bildades Twitch Media Group som tog över annonsförsäljningen från CBS Interactive.

## Statistik
En svensk undersökning från 2021 visade att 10 procent av de svenska internetanvändarna hade använt Twitch under det senaste året och två procent använde tjänsten varje dag. Framförallt är plattformen populär bland pojkar i åldern 11–19 år där 52 procent använde den år 2019, att jämföra med bara 3 procent av flickorna. Bland pojkarna i undersökningen var det 9 procent som använde tjänsten dagligen medan det bland flickorna inte fanns några dagliga användare. Användningen bland pensionärer är mycket liten, år 2020 var det endast en procent av pensionärerna som använde Twitch.

## Twitch på andra plattformar
Twitch finns som mobilapplikation för iOS och Android. Twitch har även integrerats i PC-program, där videoströmning till Twitch direkt från EA:s Originprogram, Ubisofts U-play, spel som spelas på moderna Nvidia grafikkort (via ShadowPlay-funktionen), och spel som Minecraft och Path of Exile finns tillgängligt. Spelare har också förmågan att koppla sitt Twitchkonto med konton på Steam. År 2013 släppte Twitch ett mjukvarutvecklarpaket för att tillåta alla utvecklare att integrera twitchsändningar i sina programvaror. Man har även släppt ett mobilt mjukvarutvecklarpaket för att kunna strömma bl.a. spel direkt från iOS- eller Android-mobiler. Tidigare fanns även möjligheten att strömma, men videoströmningen var begränsat till mobilernas kameror.
Twitch stödjer också direktsändning från vissa konsoler. Twitch har särskild programvara för Xbox 360, Ouya, PlayStation 4 och Xbox One.

## Kritik
I samband med SVT:s granskning av hot och sexuella trakasserier på plattformen 2023, så fick Twitch kritik för sin hantering av problemen med hot och hat. Flera kvinnliga Twitch-profiler vittnade om att de dagligen fick utstå hat, hot och mordhot, inte sällan av sexuell karaktär. Kritiken berörde det faktum att Twitch hade en omfattande policy mot trakasserier och verktyg att anmäla trakasserier, men att dessa i praktiken inte fick några konsekvenser för de som utsatte andra för hot och sexuella trakasserier.